# Астахов, Алексей Дмитриевич
Алексей Дмитриевич Астахов — советский военный топограф и геодезист, доктор военных наук, профессор, заслуженный деятель науки РФ.

## Биография
Родился 4 мая 1925 года в городе Истра Московской губернии, там же окончил среднюю школу.
В феврале 1943 года призван в армию, 6 месяцев учился во 2-м московском пулемётном училище. С сентября того же года на фронте в составе истребительной противотанковой бригады.
После окончания Ленинградского высшего военно-топографического училища (1947) служил в 25-м топографическом отряде (Таврический военный округ). С 1949 по 1955 год — слушатель Военно-инженерной академии. С 1955 по 1959 год — начальник отделения 3-го топографического отряда ЛенВО.
Преподаватель геодезии в Ленинградском военно-топографическом училище (1959—1963), адъюнкт кафедры топогеодезического обеспечения Военно-инженерной академии (1963—1966).
С 1966 года — преподаватель, старший преподаватель, с 1985 года — профессор кафедры топогеодезического обеспечения Военно-инженерной академии.
Полковник — 07.02.1972 г. В декабре 1985 года уволен с военной службы, продолжил научную и преподавательскую работу в академии. С 2006 г. профессор кафедры № 15 (топогеодезического обеспечения) военного учебно-научного центра «Общевойсковая академия ВС РФ».
Умер 6 февраля 2016 года в Москве.

## Награды
Награждён орденами Отечественной войны II степени и «За службу Родине в ВС», многими медалями, в том числе «За Победу над Германией», «За боевые заслуги», «За безупречную службу в ВС 1-й степени», «За безупречную службу в ВС 2-й степени».

## Сочинения
Автор около 170 публикаций и закрытых методических пособий. Подготовил 10 кандидатов и двух докторов военных наук.
- Исследование операций : учеб. / А. Д. Астахов, М. И. Запорожченко. — М. : ВИА, 1990. — 180 с.
- Применение методов системного анализа для оценки эффективности системы ТГО войск / А. Д. Астахов, Г. Е. Пронина. — М. : Воениздат, 1987. — 157 с.
- Пути создания модели оценки эффективности системы топогеодезического обеспечения войск / А. Д. Астахов — М.: РИО ВТС, 1984. — 185 с.
- Роль топогеодезического обеспечения при ведении военных действий и перспективы его развития. Военная мысль № 5/2010, с. 41-46.